# Shichisei Tōshin Guyferd
Shichisei Tōshin Guyferd (jap. 七星闘神ガイファード Shichisei Tōshin Gaifādo) – japoński serial tokusatsu. Wyprodukowany został przez firmę Tōhō przy wsparciu producenta gier Capcom. Emitowany był na kanale TV Tokyo od 8 kwietnia do 30 września 1996 roku, liczył 26 odcinków.
Serial nawiązuje do mang Guyver oraz Hokuto no Ken.

## Fabuła
Młody karateka Gō Kazama na wieść o zaginięciu jego starszego brata – Masato decyduje się na zakończenie podróży i powrót do Japonii  by go odnaleźć. Niedługo odkrywa, że Masato został uprowadzony przez tajemniczą organizację zwaną Crown, która poprzez swe nieludzkie eksperymenty chce stworzyć niezwyciężonego mistrza sztuk walki i podbić świat. Sam Gō zostaje porwany przez żołnierzy tej organizacji i przerobiony w Guyborga – cyborga opętanego kosmicznym pasożytem zwanym Fallah. Wraz z uwięzionym doktorem Shiroishim Gō ucieka z bazy Crown. Kiedy zostają zaatakowani przez mutanta, pasożyt w ciele Gō ewoluuje i zmienia go w istotę zwaną Guyferdem. Używając swych zdolności karate Gō decyduje się na walkę z Crown i dąży do odnalezienia Masato.

## Postacie pozytywne
- Gō Kazama (jap. 風間 剛 Kazama Gō) / Guyferd (jap. ガイファード Gaifādo)
- Takeo Shiroishi (jap. 城石 丈雄 Shiroishi Takeo)
- Rei Kujō (jap. 九條 麗 Kujō Rei)
- Yū Kujō (jap. 九條 優 Kujō Yū)
- Yuji Nakano (jap. 中野 祐二 Nakano Yuji)

## Crown
- Zodiak (jap. ゾディアック Zodiakku)
- Mr. Bycross (jap. ミスターバイクロス Misutā Baikurosu)
- Metalmaster (jap. メタルマスター Metarumasutā)
- Megumi Shion (jap. 紫苑恵 Shion Megumi)
- Minō (jap. 箕面)
- Masato Kazama (jap. 風間将人 Kazama Masato) / Deathferd (jap. デスファード Desufādo)
- Guyborgi (jap. ガイボーグ Gaibōgu)
- Fangi (jap. ファング Fangu)

## Odcinki
1. Narodziny Guyferda (jap. ガイファード誕生! Gaifādo Tanjō!)
2. Gō w niebezpieczeństwie! (jap. あやうし! 剛 Ayaushi! Gou)
3. Ostateczna super-przemiana (jap. 見たか! 究極の超変身 Mita ka! Kyūkyoku no Chō Henshin)
4. Ucieczka z laboratorium genetycznego (jap. 脱出! 遺伝子研究所 Dasshutsu! Idenshi Kenkyūjo)
5. Operacja Bojowy Zabójca (jap. バトルキラー計画 Batoru Kirā Keikaku)
6. Krwawy, zabójczy dźwięk (jap. 殺気! 殺人音波 Sakki! Satsujin Onpa)
7. Najsilniejszy żołnierz Crown (jap. クラウン最強の戦士 Kuraun Saikyō no Senshi)
8. Starcie przeznaczenia (jap. 宿命の対決! Shukumei no Taiketsu!)
9. Ambicje Crown (jap. クラウンの野望! Kuraun no Yabō!)
10. Pokonać Metalferda (jap. 倒せメタルファード Taose Metarufādo)
11. Brainjack (jap. ブレインジャック Bureinjakku)
12. Szarża bojowych dzieci (jap. 突撃! バトルキッズ Totsugeki! Batorukizzu)
13. Oddział Zamachowców GX-9 (jap. 暗殺指令GX-9 Ansatsu Shirei Gī Ekkusu Kyū)
14. Ochronić małe życie (jap. 守れ! 小さな命 Mamore! Chīsana Inochi)
15. Czerwona róża zemsty (jap. 復讐の赤いバラ Fukushū no Akai Bara)
16. Odliczanie (jap. カウントダウン! Kauntodaun!)
17. Zodiak przybywa (jap. ゾディアック登場! Zodiakku Tōjō!)
18. Wypuścić Gaia-Sieć! (jap. ガイアネット解放! Gaianetto Kaihoō!)
19. Zagadka dokumentu z północy (jap. 北辰文書のなぞ Hokushin Bunsho no Nazo)
20. Pułapka Walkirii (jap. ワルキューレの罠 Warukyūre no Wana)
21. Dobyć miecz 7 gwiazd (jap. 七星剣を追え! Shichiseiken o Oe!)
22. Guyferd umiera (jap. ガイファード死す! Gaifādo Shisu!)
23. Wskrzeszenie (jap. 復活! Fukkatsu!)
24. Wojownik ciemności powraca (jap. よみがえる闇の戦士 Yomigaeru Kura no Senshi)
25. Ostatni dzień Ziemi (jap. 地球最後の日 Chikyū Saigo no Hi)
26. Wieczna przysięga (jap. 永遠の誓い Eien no Chikai)

## Obsada
- Gō Kazama/Guyferd: Hiroyuki Kawai
- Takeo Shiroishi: Shōichirō Akaboshi
- Rei Kujō: Asuka Shimizu
- Yū Kujō: Yamato Tategawa
- Yuji Nakano: Toshio Tomogane
- Zodiak: Shōzō Iizuka
- Megumi Shion: Masako Takeda
- Mr. Bycross: Ken Okabe
- Metalmaster: Hideto Shimamura
- Minou: Isamu Ichikawa
- Masato Kazama/Deathferd: Akira Kanō